# Bandera de Noja
La Bandera de Noja, Bandera Villa de Noja o Bandera Playas de Noja fue una competición de remo, concretamente de traineras, que se celebró en Noja (Cantabria) entre los años 2004 y 2015, organizada por la Sociedad Deportiva de Remo Astillero siendo puntuable para la ligas ACT masculina y femenina.

## Historia
La regata se celebró frente a la playa de Tregandín y estuvo incluida en el calendario de pruebas de la Liga ACT; categoría en la que bogó la trainera de la Sociedad Deportiva de Remo Astillero, organizadora de la prueba, ya que la Liga ACT exige a los clubes que participan en dicha competición la organización de al menos una regata.
Se celebró una primera edición en el año 2014, con el nombre Bandera Villa de Noja y hasta 10 años después, no se volvió a celebrar otra regata ya con el nombre de Bandera Playas de Noja. La última edición de esta regata tuvo lugar el año 2015 e incluyó una prueba femenina, encuadrada en la Liga ACT femenina, denominada Bandera Femenina Playas de Noja.
La boya de salida y meta se situó frente a la punta Cañaverosa con las calles dispuestas sentido norte mar adentro, con la baliza situada más norte de la punta de La Mesa. Las pruebas se realizaron por el sistema de tandas por calles. En categoría masculina se bogaron cuatro largos y tres ciabogas con un recorrido de 3 millas náuticas que equivalen a 5556 metros; en categoría femenina se remaron dos largos y una ciabogas lo que supone un recorrido de 1.5 millas náuticas que equivalen a 2778 metros.

## Categoría masculina

### Historial
| Edición     | Año           | Ganador       | Segundo       | Tercero      |
| ----------- | ------------- | ------------- | ------------- | ------------ |
| I           | 2004          | Urdabai       | Astillero     | Fuenterrabía |
| 2005 - 2013 | no disputadas | no disputadas | no disputadas |              |
| II          | 2014          | Fuenterrabía  | Urdabai       | Orio         |
| III         | 2015          | Urdabai       | San Juan      | Kaiku        |

### Palmarés
| Victorias | Club         | Años       |
| --------- | ------------ | ---------- |
| 2         | Urdabai      | 2004, 2015 |
| 1         | Fuenterrabía | 2014       |

## Categoría femenina

### Historial
| Edición | Año  | Ganador  | Segundo | Tercero |
| ------- | ---- | -------- | ------- | ------- |
| I       | 2015 | San Juan | Zumaya  | Orio    |

### Palmarés
| Victorias | Club     | Años |
| --------- | -------- | ---- |
| 1         | San Juan | 2015 |